# Marado

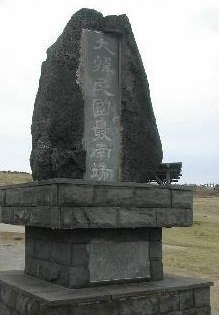
Bản đánh dấu điểm cực nam của Hàn Quốc

Marado hay đảo Mara là một hòn đảo ở cực nam của Hàn Quốc, nằm cách 8 km về phía nam của bờ biển Jeju (điểm cực nam của nước này), đảo có diện tích 0,3 km². Trên đảo có khoảng 90 cư dân sinh sống. Đảo trở thành một địa điểm du lịch được biết đến rộng rãi nhờ vẻ đẹp tự nhiên cũng như trên đảo có nhiều những phiến đá được sắp xếp theo một cách bất thường, đảo được kết nối với đất liền bằng hai tuyến phà cùng nhiều tàu thuyền đưa đón khách tham quan thường xuyên.
Mara-do thuộc vào địa giới hành chính của thị trấn Daejeong (Daejeong-eup) trực thuộc thành phố Seogwipo. Vì có môi trường biển với khí hậu cận nhiệt đới, hòn đảo gần như là một khu bảo tồn thiên nhiên tự nhiên. Đảo được đặt với biệt danh là "Báu vật quốc gia số 423" (천연기념물 제423호) của Hàn Quốc vào ngày 18 tháng 7 năm 2000.

## Tổng quan
Marado vốn không có cư dân. Đảo được gọi là Keumdo (금도,禁島, Cấm đảo). Theo một bài báo trên Chosun Ilbo của tác giả Lee Kyu-tae vào năm 1967, hòn đảo được cư ngụ lần đầu bởi Kim Seong-oh (김성오,金成五, Kim Thành Ngũ) và các anh em trai của bà vào năm 1880. Là một nông dân nghèo không có đất trồng trọt, Kim Seong-oh đã quyết định chuyển đến đảo sau khi cha bà đề cập về hòn đảo khi ông hấp hối. Vì vậy, bà đã dời Jeju cùng với hai anh em trai khác, công cụ nông nghiệp, và một ít hạt giống. Họ đã phải vòng quanh hòn đảo ba lần, bởi không thể tìm được nơi để cập bến. Sau khoảng 10 ngày, họ tham gia cùng hai ngư dân bị mắc kẹt đến từ Torishima (도리섬,鳥島), thuộc quần đảo Ryukyu (Nhật Bản).
Tuy nhiên, các tài liệu từ Jeju lại cho thấy một câu chuyện khác về Marado. Theo câu chuyện này, cư dân đầu tiên đến và sinh sống tại Marado là vào năm 1883. Một người đàn ông họ Kim trước đó sống tại Daejeong gol, một ngôi làng nhỏ ở Jeju, đã đến cùng tất cả tài sản của mình. Thân nhân của ông đề nghị đưa họ đến Marado. Sim Hyun Taek, sư tăng Jeju vào lúc đó, đã cho phép họ làm như vậy và Marado lần đầu tiên có người cư ngụ. Sau khi độc lập, đảo được quản lý bởi Gapa-ri, Daejeong-eup của Jeju, và được đăng ký với vị thế là một khu độc lập (ri) gọi là Marari.

## Bờ biển
Marado là một hòn đảo có bờ biển khác thường; các hang biển cũng được tìm thấy trên đảo. Do sự xoái mòn của thủy triều, phần bờ biển phía đông có các vách đá rất dốc được các cư dân gọi là Gue Jeong. Độ cao của nó đạt đến 39m và các loài thực vật như xương rồng Triều Tiên được tìm thấy ở đây. Có 4 bến tàu trên đảo Marado, gọi là Sal-rae, Jari, Jangsi và Sinjak-no. Tài nguyên thủy sản phong phú cả năm, đặc biệt là ở Jari.

## Hiện tại
Có một trường tiểu học, đồn cảnh sát, nhà thờ và hải đăng tại Marado. Bốn mươi hộ gia đình đăng ký cư trú tại đây và có khoảng 700 khác du lịch đến mỗi ngày. Để phục vụ họ, đảo có 50 phòng ở trọ.